# 333
| [ Edytuj tabelę ] |                             |
| Król Aksum        | - 320 Ezana 360             |
| Król Armenii      | - 330 Chosroes II 338       |
| Władca Guptów     | - 330 Samudragupta 375      |
| Władca Korei      | - 331 Kogugwŏn 371          |
| Papież            | - 314 Sylwester I 335       |
| Król Persji       | - 309 Szapur II 379         |
| Cesarz Rzymu      | - 306 Konstantyn Wielki 337 |

Rok 333 / CCCXXXIII
stulecia: III wiek ~
IV wiek ~
V wiek

lata: 323 «
328 «
329 «
330 «
331 «
332 «
333
» 334
» 335
» 336
» 337
» 338
» 343

## Wydarzenia
Afryka
- Królestwo Aksum, wraz z królem Ezana, przyjęło chrześcijaństwo.

Azja
- Persowie pod wodzą Szapura II próbowali bezskutecznie zdobyć Armenię (do 337).

## Zmarli
- Cheng Xia, chiński urzędnik i polityk
- Liu, chińska cesarzowa (żona władcy Shi Le) państwa Jie (lub późniejszej Zhao)
- Murong Hui, chiński wódz i książę Półwyspu Liaotung (ur. 269)
- Shi Le, chiński założyciel i cesarz stanu Jie (ur. 274)
- Xu Guang (lub Jiwu), chiński urzędnik, polityk i doradca